# توم كورتيس
توم كورتيس (بالإنجليزية: Tom Curtis)‏ (1 مارس 1973 بإكزتر في المملكة المتحدة - ) هو لاعب كرة قدم بريطاني في مركز الوسط. لعب مع ديربي كاونتي ونادي بورتسموث ونادي ترانمير روفرز لكرة القدم ونادي تشيسترفيلد ونادي والسول ونوتس كاونتي ونادي تشستر سيتي وAlfreton Town F.C. ‏ ونادي مانسفيلد تاون ونونيتون بورو ‏ ونادي جامعة لوفبرا ‏.

## وصلات خارجية
- توم كورتيس على موقع قاعدة بيانات كرة القدم.إي يو (الإنجليزية)
- توم كورتيس على موقع Soccerbase.com (لاعب) (الإنجليزية)